# Janez Krstnik Coronini-Cronberg
Grof Janez Krstnik Coronini-Cronberg (Johann Baptist Alex Karl Ludwig Coronini von Cronberg), avstrijski general in vojskovodja, * 16. november 1794, Gorica, Habsburška monarhija (danes Italija) † 26. julij 1880, Šempeter pri Gorici, Avstro-Ogrska (danes Slovenija).

## Življenje in delo
Janez Krstnik Coronini-Cronberg se je rodil 16. novembra 1794 v Gorici očetu grofu Janezu Krstniku (Johann Baptist) Coronini-Cronberg in materi Eleonori, rojeni Strassoldo. Še isti dan so ga krstili v šempetrski cerkvi. Šempetrska veja grofovske družine Coronini-Cronberg je imela posestvo in vilo v Šempetru pri Gorici že v 17. stoletju, v njej pa so se stalno naselili kasneje.
Grof Janez Krstnik Coronini-Cronberg je opravljal pomembne vojaške in upravne funkcije v Habsburški monarhiji in bil od 1836 do 1848 vzgojitelj prestolonaslednika in poznejšega cesarja Franca Jožefa.
Leta 1848 je kot generalmajor branil Tirolsko, leta 1854 je kot vrhovni poveljnik avstrijskih vojaških enot ob turški meji zasedel Romunijo. Bil je imenovan za civilnega in vojaškega upravitelja srbske Vojvodine in temišvarskega Banata (1851–1859) ter potem za hrvaškega bana (1859–1860). Dosegel je čin generala. Leta 1860 je opravljal službo poveljujočega generala na območju Gornje in Dolnje Avstrije, Štajerske in Ogrske. Po koncu vojaške kariere 1865 se je naselil v Šempetru na goriškem podeželju in se posvetil vodenju družinskega posestva, ki ga je uspešno vodil do smrti 1880.